# Sainte-Geneviève (Aisne)
Sainte-Geneviève ist eine französische Gemeinde mit 70 Einwohnern (Stand 1. Januar 2022) im Département Aisne in der Region Hauts-de-France (vor 2016 Picardie). Sie gehört zum Arrondissement Vervins, zum Kanton Vervins und zum Gemeindeverband Portes de la Thiérache.

## Geographie
Die Gemeinde Sainte-Geneniève liegt an der oberen Serre in der Landschaft Thiérache, 20 Kilometer südöstlich von Vervins. Nachbargemeinden von Sainte-Geneviève sind Morgny-en-Thiérache im Norden, Dolignon im Nordosten, Chéry-lès-Rozoy im Südosten, Soize im Süden, Vincy-Reuil-et-Magny im Westen sowie Renneval im Nordwesten.

## Geschichte
Die Gemeinde wechselte am 1. Januar 2017 durch Erlass der Präfektur vom Arrondissement Laon zum Arrondissement Vervins.

### Bevölkerungsentwicklung
| Jahr                       | 1962 | 1968 | 1975 | 1982 | 1990 | 1999 | 2006 | 2013 | 2022 |
| Einwohner                  | 133  | 117  | 95   | 95   | 85   | 63   | 72   | 75   | 79   |
| Quellen: Cassini und INSEE |      |      |      |      |      |      |      |      |      |

## Sehenswürdigkeiten

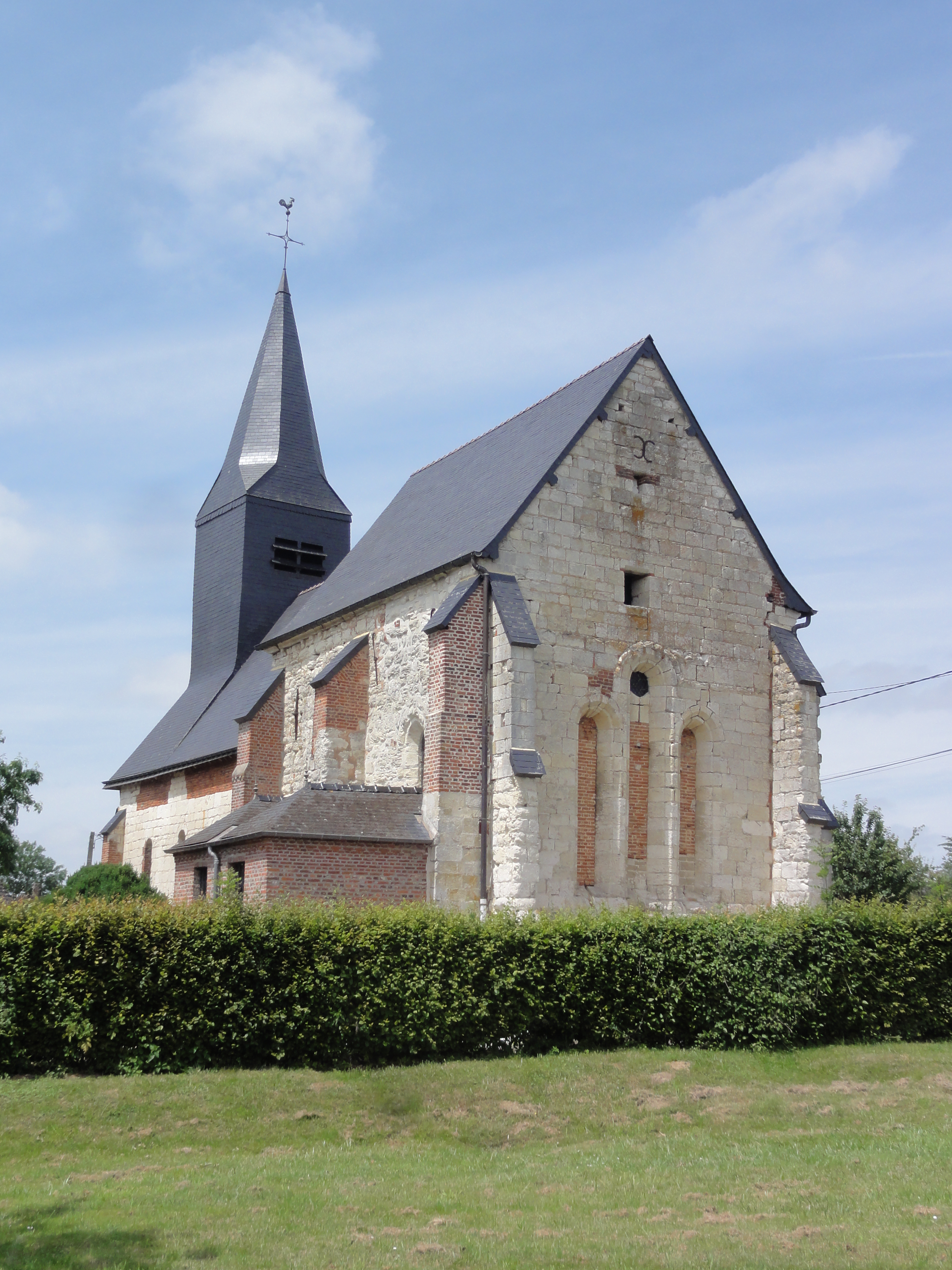
Kirche Sainte-Geneviève
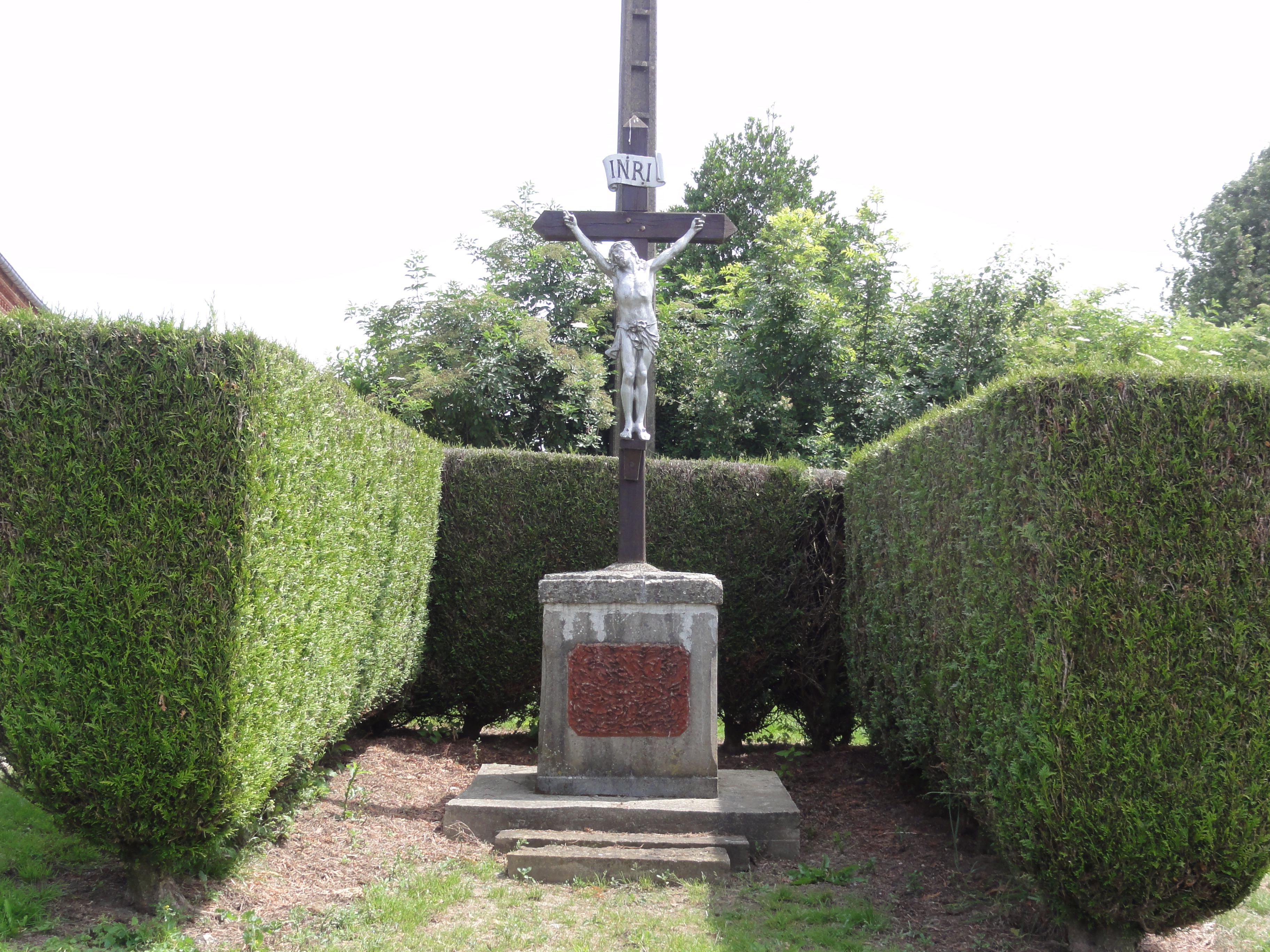
Lavoir

- Kirche Sainte-Geneviève
- Wegkreuz